# Gedeputeerde Staten
De Gedeputeerde Staten (GS), ook wel het College van Gedeputeerde Staten genoemd, zijn de bestuursorganen van de twaalf provincies van Nederland. De Gedeputeerde Staten vormen het dagelijks bestuur van een provincie. Ze zijn vergelijkbaar met de deputaties van de Belgische provincies op hetzelfde bestuursniveau en met de Colleges van burgemeester en wethouders in de Nederlandse gemeenten op het bestuursniveau eronder.
De Gedeputeerde Staten bestaan uit de commissaris van de Koning en de gedeputeerden. De commissaris zit het college voor en wordt voor zes jaar benoemd door het Rijk (de Kroon). De gedeputeerden worden gekozen door de Provinciale Staten (kortweg: de Staten) voor een periode van vier jaar. Iedere gedeputeerde heeft eigen taakgebieden. Doorgaans volgt hun benoeming op collegevorming in de Staten. Sinds de invoering van de Wet dualisering provinciebestuur (2003) zijn gedeputeerden geen lid meer van de Provinciale Staten, hetgeen zij daarvóór wel waren.

## Politieke samenstelling
| Provincie     | Politieke samenstelling Gedeputeerde Staten | Politieke samenstelling Gedeputeerde Staten | Politieke samenstelling Gedeputeerde Staten | Politieke samenstelling Gedeputeerde Staten | Politieke samenstelling Gedeputeerde Staten                           | Politieke samenstelling Gedeputeerde Staten |
| Provincie     | 2003–2007                                   | 2007–2011                                   | 2011–2015                                   | 2015–2019                                   | 2019–2023                                                             | 2023–2027                                   |
| ------------- | ------------------------------------------- | ------------------------------------------- | ------------------------------------------- | ------------------------------------------- | --------------------------------------------------------------------- | ------------------------------------------- |
| Groningen     | PvdA, CDA                                   | PvdA, CDA, CU                               | PvdA, VVD, D66 GL/CU                        | SP, D66, CDA, GL, CU                        | GL, PvdA, CU, VVD, CDA, D66                                           | BBB, PvdA, CU, GB                           |
| Friesland     | CDA, PvdA, VVD                              | CDA, PvdA, CU                               | PvdA, CDA, FNP                              | CDA, VVD, FNP, SP                           | CDA, PvdA, VVD, FNP                                                   | BBB, CDA, CU, FNP                           |
| Drenthe       | PvdA, VVD                                   | PvdA, VVD, CU                               | PvdA, VVD                                   | VVD, PvdA, CDA, CU                          | PvdA, VVD, CDA, GL, CU                                                | BBB, VVD, PvdA, CDA                         |
| Overijssel    | CDA, PvdA, VVD                              | CDA, PvdA, VVD                              | CDA, VVD, CU, SGP                           | CDA, VVD, D66, CU                           | CDA, VVD, PvdA, CU, SGP                                               | BBB, VVD, PvdA, GL, SGP                     |
| Flevoland     | PvdA, VVD, CDA                              | VVD, CDA, PvdA                              | VVD, PvdA, CDA, CU                          | VVD, CDA, D66, SP                           | VVD, GL, CDA, PvdA, CU, D66                                           | BBB, VVD, PVV, CU, SGP                      |
| Gelderland    | CDA, PvdA, VVD                              | CDA, PvdA, CU                               | VVD, PvdA, CDA, D66                         | VVD, CDA, D66, PvdA                         | VVD, CDA, GL, PvdA, CU                                                | BBB, VVD, CDA, CU, SGP                      |
| Utrecht       | CDA, PvdA, VVD                              | CDA, VVD, CU                                | VVD, CDA, D66, GL                           | VVD, CDA, D66, GL                           | GL, CDA, D66, PvdA, CU                                                | GL, VVD, D66, CDA, PvdA                     |
| Noord-Holland | VVD, CDA, D66, GL                           | VVD, PvdA, CDA, GL                          | VVD, PvdA, D66, CDA                         | VVD, D66, PvdA, CDA                         | GL, VVD, D66, PvdA                                                    | BBB, VVD, PvdA, GL                          |
| Zuid-Holland  | PvdA, CDA, VVD                              | CDA, VVD, PvdA, CU/SGP                      | VVD, CDA, SP, D66                           | VVD, CDA, SP, D66                           | VVD, CU-SGP, GL, PvdA, CDA                                            | BBB, VVD, CDA, PvdA, GL                     |
| Zeeland       | CDA, PvdA, VVD, SGP                         | CDA, SGP, CU, GL                            | VVD, PvdA, CDA, SGP                         | VVD, PvdA, CDA, SGP                         | CDA, SGP, VVD, PvdA                                                   | BBB, SGP, CDA, VVD                          |
| Noord-Brabant | CDA, PvdA, VVD                              | CDA, VVD, PvdA                              | VVD, CDA, SP                                | VVD, SP, D66, PvdA                          | VVD, D66, GL, PvdA, CDA / VVD, FVD, CDA, LB / VVD, D66, GL, PvdA, CDA | VVD, GL, PvdA, SP, D66, LB                  |
| Limburg       | CDA, PvdA, VVD                              | CDA, PvdA                                   | CDA, VVD PVV/PvdA                           | VVD, CDA, SP, D66, PvdA                     | Extra-parlementair college                                            | BBB, CDA, VVD, PvdA, SP                     |

### Statistieken
| Partij | Aantal colleges in | Aantal colleges in | Aantal colleges in | Aantal colleges in | Aantal colleges in | Aantal colleges in |
| Partij | 2003– 2007         | 2007– 2011         | 2011– 2015         | 2015– 2019         | 2019– 2023         | 2023– 2027         |
| ------ | ------------------ | ------------------ | ------------------ | ------------------ | ------------------ | ------------------ |
| VVD    | 11                 | 7                  | 11                 | 11                 | 10                 | 10                 |
| CDA    | 11                 | 11                 | 10                 | 11                 | 10                 | 7                  |
| BBB    | -                  | -                  | -                  | -                  | -                  | 10                 |
| PvdA   | 11                 | 10                 | 7/8                | 6                  | 11/10/11           | 8                  |
| GL     | 1                  | 2                  | 2/1                | 2                  | 8/7/8              | 5                  |
| CU     | 0                  | 6                  | 2/3                | 3                  | 6                  | 4                  |
| D66    | 1                  | 0                  | 5                  | 9                  | 5/4/5              | 2                  |
| SGP    | 1                  | 1                  | 2                  | 1                  | 2                  | 4                  |
| FNP    | 0                  | 0                  | 1                  | 1                  | 1                  | 1                  |
| PVV    | -                  | 0                  | 1/0                | 0                  | 0                  | 1                  |
| SP     | 0                  | 0                  | 2                  | 6                  | 0                  | 2                  |
| CU/SGP | 0                  | 1                  | 0                  | 0                  | 1                  | 0                  |
| FVD    | -                  | -                  | -                  | -                  | 0/1/0              | 0                  |
| LB     | -                  | -                  | -                  | 0                  | 0/1/0              | 1                  |
| GB     | -                  | -                  | -                  | 0                  | 0                  | 1                  |